# Kościół św. Jadwigi Śląskiej w Stawie
Kościół świętej Jadwigi Śląskiej w Stawie – rzymskokatolicki kościół parafialny należący do parafii pod tym samym wezwaniem (dekanat strzałkowski archidiecezji gnieźnieńskiej).

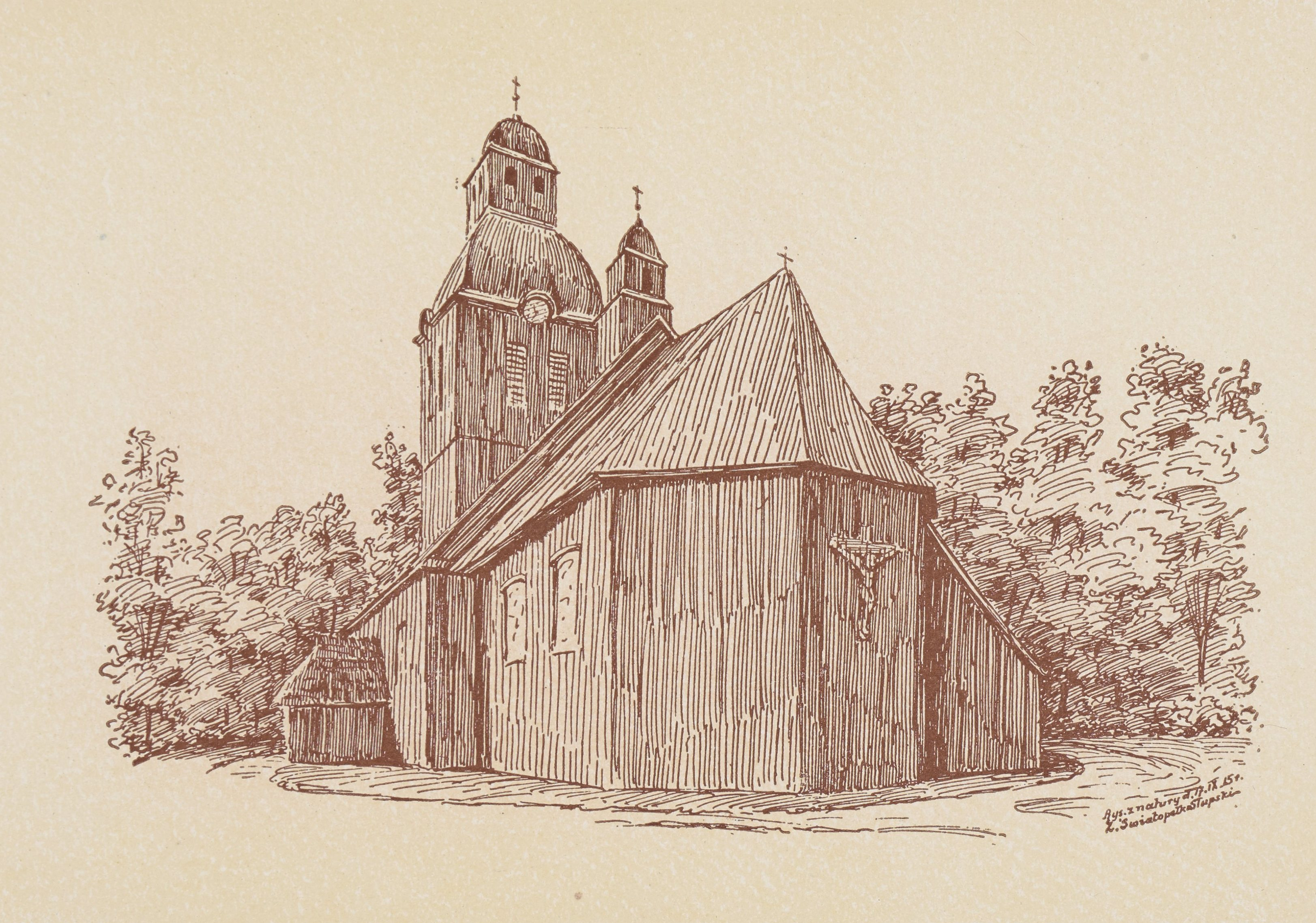
Widok kościoła przed 1917

Jest to świątynia wzniesiona w 1780 roku na miejscu poprzedniej, wzmiankowanej w końcu XIV wieku. W 1854 roku od strony zachodniej została dobudowana wieża zwieńczona dachem hełmowym z prześwitem, natomiast pod koniec XIX wieku od strony północnej do nawy została dostawiona murowana kaplica rodziny Lutomskich, od strony południowej jest umieszczona kruchta. Na dwuspadowym dachu pokrytym gontem znajduje się wieżyczka na sygnaturkę. Kościół jest przykładem budownictwa zrębowego, na zewnątrz oszalowanego, wzmocnionego lisicami. Budowla jest orientowana, posiada jednonawowe wnętrze z nieco węższym prezbiterium zamkniętym trójbocznie. We wnętrzu znajduje się późnorenesansowy ołtarz główny ozdobiony krucyfiksem z przełomu XVII i XVIII wieku i barokowymi rzeźbami biskupów i aniołów. Ołtarze boczne reprezentują styl rokokowy, ozdabiają je rzeźby aniołów oraz obrazy: XIX-wieczny św. Jadwigi Śląskiej – patronki parafii i XVIII-wieczny św. Mikołaja. W kaplicy Lutomskich jest umieszczony późnorenesansowy ołtarz wykonany na początku XVII wieku i nagrobna tablica Izydora Lutomskiego, poległego w 1848 roku. Z pozostałych zabytków można wyróżnić: dwie kamienne gotyckie kropielnice i rokokową chrzcielnicę ozdobioną figurą pelikana na gnieździe.